# Tokitsukaze (destroyer)
Le Tokitsukaze (時津風) était un destroyer de classe Kagerō en service de la Marine impériale japonaise pendant la Seconde Guerre mondiale.

## Historique
Après l'attaque de Pearl Harbor, le Tokitsukaze rejoint la 16e Division de destroyer (« Desdiv 16 ») et est membre du 2e Escadron de destroyer (« Desron 2 ») de la 2e Flotte. Il est déployé à Palaos, escortant le porte-avions Ryūjō et le mouilleur de mines Yaeyama (en) pour l'invasion du sud des Philippines.
Début 1942, il participe à l'invasion des Indes orientales néerlandaises, accompagnant les forces d'invasion à forces d'invasion à Manado, Kendari et Ambon en janvier et à Makassar, Timor et Java en février. Le 27 février, il participe à première bataille de la mer de Java, prenant part à une attaque à la torpille sur la flotte Alliée. Au mois de mars, l'Escadron est engagé dans des opérations de lutte anti-sous-marine en mer de Java. Fin mars, le Tokitsukaze est déployé à partir d'Ambon pour soutenir l'invasion de la Nouvelle-Guinée Occidentale. Fin avril, le navire entre en carénage à l'Arsenal naval de Kure pour une révision le 2 mai.
Le 21 mai 1942, l'Escadron et le Tokitsukaze quittent Kure pour Saipan, où ils rejoignent un convoi de troupes naviguant vers les îles Midway. En raison de la lourde défaite japonaise lors de la bataille de Midway, l'opération d'invasion est annulée et le convoi se déroute sans combattre. L'Escadron rentre donc à Kure.

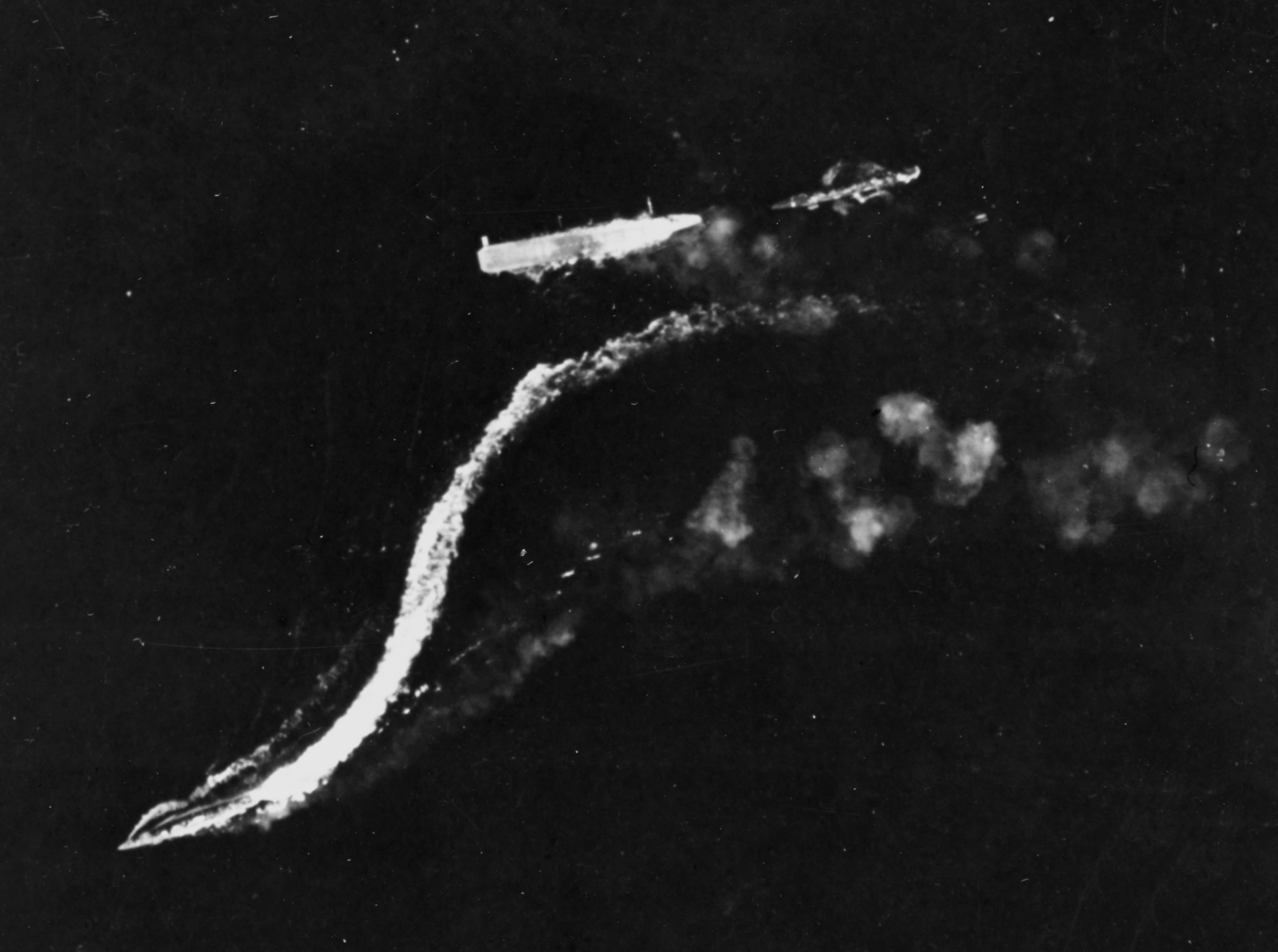
Le porte-avions Ryūjō gravement endommagé (au centre) le 24 août 1942, bombardé par des bombardiers B-17. Le destroyer Amatsukaze (centre en bas) s'éloigne du Ryūjō à vitesse maximale et le Tokitsukaze (difficilement visible, centre à droite) s'éloigne de la proue du Ryūjō afin d'éviter les bombes des B-17.

Le 14 juillet, le Tokitsukaze et la Desdiv 16 est réaffecté dans la 3e Flotte. Il est affecté à l'escorte du Nankai Maru à Rabaul, retournant à Kure à la mi-août en compagnie du croiseur Mogami. Avec le Ryūjō et le Tone, le destroyer participe à la bataille des Salomon orientales le 24 août. Après la bataille, il participe aux opérations de sauvetage des survivants du Ryūjō puis patrouille durant le mois de septembre au large des îles Truk. Il escorte le Taiyō endommagé jusqu'à Kure à la mi-octobre.
Le 26 octobre, lors de la bataille des îles Santa Cruz, l'Escadron accompagne la Force de Frappe de l'amiral Chūichi Nagumo. Début novembre, il retourne à Kure avec le Zuikaku puis participe à des exercices d'entraînement en mer intérieure de Seto jusqu'à la fin de l'année.
Le 10 janvier, alors qu'il prend part à un « Tokyo Express » à Guadalcanal, le Tokitsukaze assiste au naufrage des PT boat PT-43 et PT-112 américains. Jusqu'à fin février, il sert de transport de troupes, évacuant les forces Japonaises de Guadalcanal dans le cadre de l'opération Ke.
Au cours de la bataille de la mer de Bismarck le 3 mars 1943, le Tokitsukaze est endommagé par une attaque aérienne Alliée tuant 19 membres d'équipage. Le capitaine Masayoshi Motokura, donne l'ordre d'abandonner le navire, les survivants seront transférés à bord du destroyer Yukikaze. Le navire, abandonné à son sort, est découvert le lendemain matin au sud-est de Finschhafen et coulé par l'aéronef Allié à la position géographique 7° 16′ S, 148° 15′ E.
Il est rayé des registres le 1er avril 1943.